# Huizenjagers
Huizenjagers is een Belgisch televisieprogramma dat werd uitgezonden vanaf 21 augustus 2017 op Play4 en ging over drie makelaars die op zoek moeten naar huizen voor hun kandidaat-kopers die daarna punten moeten geven aan de makelaars.
In 2020 startte Play4 met een internationale versie: Huizenjagers Buitenland.

## Ontvangst
De serie kreeg overwegend positieve recensies van critici. De kijkcijfers waren consistent hoog.

## Seizoenen
| Seizoen | Aantal afleveringen | Startdatum        | Einddatum        |
| ------- | ------------------- | ----------------- | ---------------- |
| 1       | 32                  | 21 augustus 2017  | 12 oktober 2017  |
| 2       | 28                  | 29 januari 2018   | 15 maart 2018    |
| 3       | 40                  | 27 augustus 2018  | 1 november 2018  |
| 4       | 44                  | 28 januari 2019   | 11 april 2019    |
| 5       | 36                  | 26 augustus 2019  | 24 oktober 2019  |
| 6       | 40                  | 20 januari 2020   | 26 maart 2020    |
| 7       | 24                  | 14 september 2020 | 23 oktober 2020  |
| 8       | 24                  | 27 september 2021 | 4 november 2021  |
| 9       | 24                  | 3 april 2023      | 11 mei 2023      |
| 10      | 52                  | 8 januari 2024    | 15 augustus 2024 |
| 11      | 40                  | 23 december 2024  | 29 mei 2025      |

## Productie
De serie werd geproduceerd door Zodiak en geregisseerd door Valerie De Munck en Patrick Tacq. De opnames vonden plaats in verschillende locaties in België.